# Flughafen Nouakchott

i7
i11
i13
Der Internationale Flughafen Nouakchott (französisch Aéroport International de Nouakchott, IATA-Code: NKC, ICAO-Code: GQNN) war bis zum 23. Juni 2016 der bedeutendste Flughafen Mauretaniens. Das Flughafenareal begann 1500 Meter östlich des Stadtzentrums der Hauptstadt Nouakchott. Die Nationalstraßen N1, N2 und N3 waren an seiner Südwestecke miteinander verklüpft und verbanden ihn mit dem ganzen Land.
Im Jahr 2015 wurden 300.749 Passagiere abgefertigt bei 7826 Flugbewegungen.
Durch seine Lage nahe der Innenstadt behinderte er bei dem schnellen Wachstum der Stadt zunehmend die Stadtentwicklung. So wurde beschlossen, einen neuen Flughafen 24 Kilometer weiter nördlich zu bauen, den Internationalen Flughafen Nouakchott-Oumtounsy. Gleichzeitig mit seiner Eröffnung am 23. Juni 2016 wurde der alte Flughafen geschlossen. Das Gelände wird nicht mehr für den Luftverkehr genutzt und ist zur Bebauung freigegeben.